# カシルリオトシブミ
カシルリオトシブミ Euops splendidus は、小柄なオトシブミの一種で、ごく普通の種。イタドリの葉に見ることが多い。

## 特徴
小さいながらも強い青の金属光沢のある美しい昆虫。体長は3.2-4.5mm。背面、腹面共に丸く、体は厚みがある。
頭部は眼が大きくて（この類では小さい方だが）丸く、この部分が最も幅が広い。眼よりも前は吻として突き出すが、長くない。眼よりも後ろは細まるが、オトシブミのように長くはならない。触角は眼の少し前から出る。
前胸は後方に向かって幅広くなる。この部分は全身の色よりやや金色味を帯びる。表面には細かい点刻があり、それらは渦状のしわのようになっている。前翅は縁が丸くなり、後方は縁取りがある。背面には9つの点刻の列が並んでいる。歩脚は腿節（たいせつ；ももにあたる節）は棍棒状にふくらみ、脛節（けいせつ；すねに当たる節）は細長いが、雄のそれは特に長く伸びて内側に曲がる。

## 習性
成虫は遅い春から夏に見られる。この類では早くに出現するものである。様々な樹木や草本につく。安田・沢田(2009)は食草としてイタドリ・オオイタドリ・フジ・ニセアカシア・ケヤキ・コナラ・カシ類・カエデ類・イヌコリヤナギを挙げている。若葉に細かい穴を開けるようにして食べる。

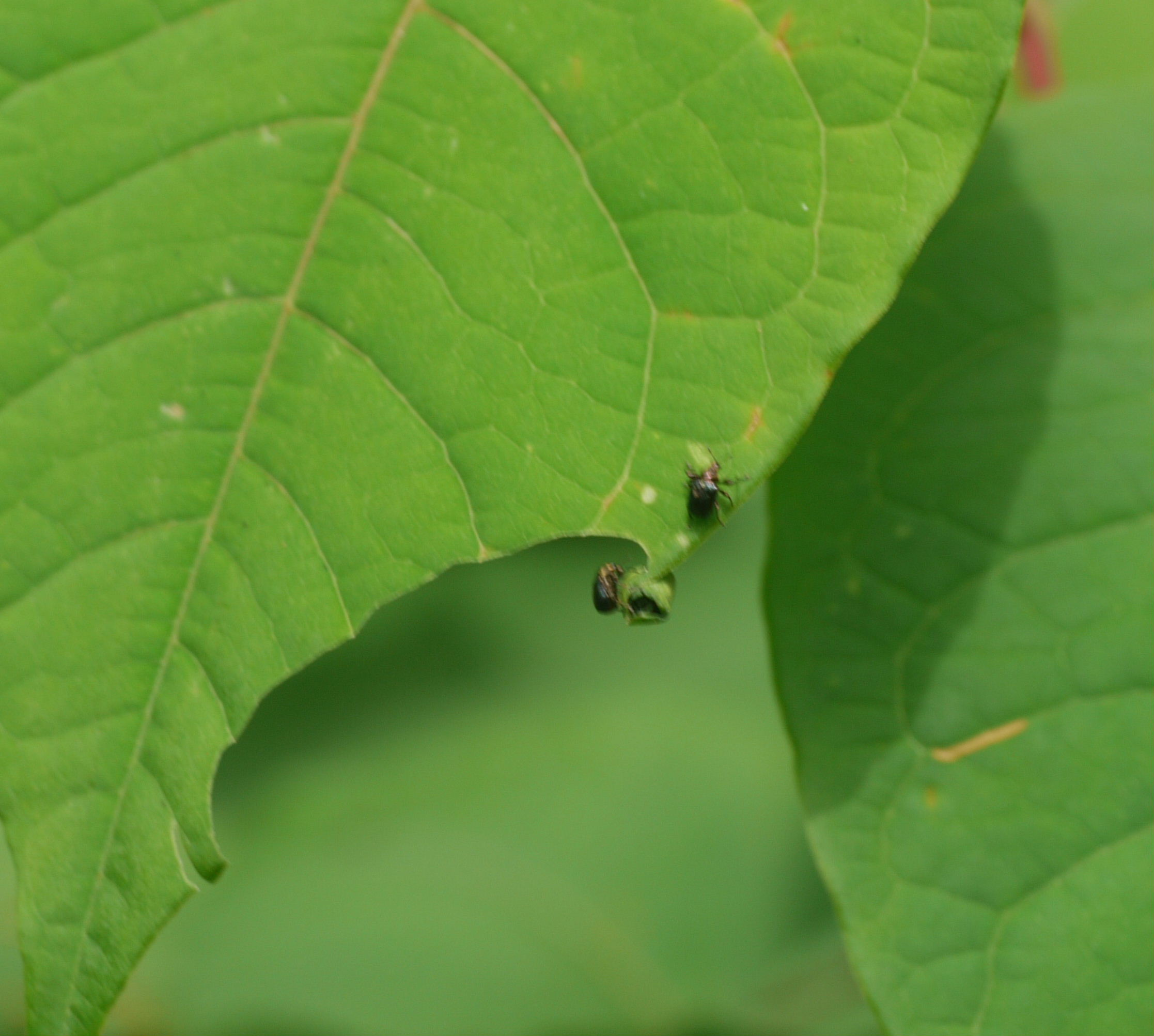
イタドリの葉を巻く雌
葉の上には雄

幼虫のためには葉を切って巻いた揺籃を作る。イタドリの葉で作っているのがよく目につく。雌は葉の側面を縁沿いに細長く切り取って、密に巻き、俵型に仕上げる。完成した揺籃は切り離されて地上に落ちる。幼虫はその内部を食って成長し、蛹もこの中で過ごす。雄がそのそばで待機するのが見られることもある。
名前の由来はカシ類につくルリオトシブミの意であるが、カシの葉で揺籃を作ることはまれとのこと。

## 分布
本州、四国、九州に分布。

## 利害
食草には有用樹種が多くないので、害虫として扱われることはあまりない。

## 分類
ルリオトシブミ属は日本に複数種があり、いずれも小柄であることもあって互いによく似ていて判別は難しい。正確には双眼実体顕微鏡が必要とのこと。本種はその中では最も普通種である。前胸が金色になるのがこの種を判別する一応の目安になる。